# ديك سكوت (لاعب كرة قاعدة أمريكي)
ديك سكوت (بالإنجليزية: Dick Scott)‏ هو لاعب كرة قاعدة أمريكي، ولد في 15 مارس 1933 في بورتسموث في الولايات المتحدة.

## وصلات خارجية
- ديك سكوت على موقع دوري كرة القاعدة الرئيسي (الإنجليزية)
- ديك سكوت على موقعبيزبول رفرنس.كوم (الدوري الرئيسي) (الإنجليزية)
- ديك سكوت على موقعبيزبول رفرنس.كوم (الدوري الثانوي) (الإنجليزية)